# Opisthacanthus
Opisthacanthus es un género de escorpiones de la familia Hemiscorpiidae.

## Distribución
Las especies de este género se localizan en América y África.

## Lista de especies
Según la clasificación de Prendini Francke el género Opisthacanthus se compone de las siguientes especies: 
- Opisthacanthus (Opisthacanthus) Peters, 1861
  - Opisthacanthus autanensis González-Sponga, 2004
  - Opisthacanthus borboremai Lourenço & Fe, 2003
  - Opisthacanthus brevicauda Rojas-Runjaic, Borges & Armas, 2008[3][4][5][6][7][8]
  - Opisthacanthus cayaporum Vellard, 1932
  - Opisthacanthus elatus (Gervais, 1844)
  - Opisthacanthus lecomtei (Lucas, 1858)
  - Opisthacanthus lepturus (Beauvois, 1805)
  - Opisthacanthus valerioi Lourenço, 1980
  - Opisthacanthus weyrauchi Mello-Leitão, 1948
- Opisthacanthus (Monodopisthacanthus) Lourenço, 2001 
  - Opisthacanthus darainensis Lourenço & Goodman, 2006
  - Opisthacanthus lucienneae Lourenço & Goodman, 2006
  - Opisthacanthus maculatus Lourenço & Goodman, 2006
  - Opisthacanthus madagascariensis Kraepelin, 1894
  - Opisthacanthus milloti Lourenço & Goodman, 2008
  - Opisthacanthus pauliani Lourenço & Goodman, 2008
  - Opisthacanthus piceus Lourenço & Goodman, 2006
- Opisthacanthus (Nepabellus) Francke, 1974 
  - Opisthacanthus africanus Simon, 1876
  - Opisthacanthus asper (Peters, 1861)
  - Opisthacanthus basutus Lawrence, 1955
  - Opisthacanthus capensis Thorell, 1876
  - Opisthacanthus diremptus (Karsch, 1879)
  - Opisthacanthus laevipes  (Pocock, 1893)
  - Opisthacanthus lamorali Lourenço, 1981
  - Opisthacanthus piscatorius Lawrence, 1955
  - Opisthacanthus rugiceps Pocock, 1897
  - Opisthacanthus rugulosus Pocock, 1896
  - Opisthacanthus validus Thorell, 1876